# I Remember Everything
«I Remember Everything» (с англ. — «Я помню всё») — песня американского кантри-певца Зака Брайана при участии Кейси Масгрейвс, вышедшая 25 августа 2023 в качестве ведущего сингла с его четвёртого студийного альбома Zach Bryan (2023). Песня дебютировала на первом месте Billboard Hot 100, став для Брайана и Масгрейвс их первым чарттоппером.

## История
Завершая работу над песней, Брайан поделился её названием и коротким превью 14 июня 2023 года. Первоначальная путаница, вызванная названием одноимённой баллады Джона Прайна, привела к тому, что Брайан объяснил, что сначала хотел изменить название песни, но в итоге оставил его прежним, так как изменение «не устроило» его. 25 июля он исполнил акустическую версию композиции в своём Instagram.

## Композиция
Если б я смог бы остановить дождь, заглушила бы ты боль?
 Потому что я помню все,
Если бы я смог помочь тебе забыть, простила бы ты меня?
Потому что я помню все.
«I Remember Everything» — «негромкая баллада» о «любви и жизни» — отражает разговор между мужчиной и женщиной, которые когда-то любили друг друга. Несмотря на то, что главные герои, по мнению Rolling Stone, состоят в отношениях, в песне с тем же успехом может идти речь о «прошедшем летнем пляжном романе» в «Форде 88-го года». Пара, о которой идёт речь, подтверждает подлинность своих прошлых чувств и переживаний в своей лирике. Пара разделяет «трагически разные взгляды» на алкоголь и его роль в их отношениях. В то время как Брайан вспоминает положительные стороны их отношений, Масгрейвс вспоминает о более негативных моментах, обвиняя его в том, что он не был тем человеком, которым когда-то поклялся быть. В сопровождении акустической гитары и струнных к концу песни Брайан напевает «дотошно простые, но поэтичные» строки, которые Масгрейвс противопоставляет своей противоположности. Их совместная энергия в этом треке была описана как «шторм», сочетающий фирменные элементы Масгрейвс — «тоску» и Брайана — «репутацию сильного автора песен».

## Награды и номинации
В списке лучших песен 2023 года журнала Rolling Stone трек «I Remember Everything» занял 4 место.
| Год  | Церемония                       | Награда                            | Результат | Ссылка |
| ---- | ------------------------------- | ---------------------------------- | --------- | ------ |
| 2023 | Billboard Music Awards          | Top Rock Song                      | Номинация | [ 10 ] |
| 2024 | Grammy Awards                   | Best Country Song                  | Номинация | [ 11 ] |
| 2024 | Grammy Awards                   | Best Country Duo/Group Performance | Победа    | [ 11 ] |
| 2024 | People's Choice Awards          | The Collaboration Song of the Year | Номинация | [ 12 ] |
| 2024 | Academy of Country Music Awards | Music Event of the Year            | Номинация |        |
| 2024 | People's Choice Country Awards  | The Song of 2024                   | Ожидается | [ 13 ] |
| 2024 | People's Choice Country Awards  | The Collaboration Song of 2024     | Ожидается | [ 13 ] |

## Коммерческий успех
Песня дебютировала на первом месте Billboard Hot 100, став для Брайана и Масгрейвс их первым чарттоппером. Одновременно с Hot 100 сингл возглавил кантри и рок-чарты (Hot Country Songs и Hot Rock & Alternative Songs, основан в 2009), что стало первым случаем в истории. «I Remember Everything» стала 24-й песней, возглавившей одновременно Hot 100 и Hot Country Songs (начиная с 1958 года, когда появился Hot 100, а Hot Country Songs стал отдельным чартом Billboard для жанра кантри). Четыре песни возглавили Hot 100 в 2023 году (все четыре подряд), что является самым большим показателем за год с 1975 года. Зак Брайан стал лишь пятым исполнителем (а его «золотой дубль» 9-м случаем), который дебютировал на первом месте в Billboard 200 и Hot 100 одновременно. В то время как сингл «I Remember Everything» открывается на вершине Hot 100, родительский альбом Zach Bryan взлетает на вершину Billboard 200, также став его первым номером один, с 200 000 эквивалентных единиц альбома. Брайан присоединился к Тейлор Свифт, BTS, Дрейку и Фьючеру с таким двойным дебютом. Свифт является инициатором этого клуба и удостаивалась этой чести четыре раза, а Дрейк — дважды. Zach Bryan также занял первое место в чартах Top Country Albums, Top Rock & Alternative Albums, Top Rock Albums и Americana/Folk Album. Песня лидировала в чартах Hot Rock & Alternative Songs, Hot Rock Songs и Hot Country Songs 20, 20 и 16 недель, соответственно (на 20 января 2024 года).

## Чарты
| Чарт (2023—2024)                             | Высшая позиция |
| -------------------------------------------- | -------------- |
| Австралия (ARIA)                             | 6              |
| Канада (Billboard Canadian Hot 100)          | 2              |
| Канада (Billboard Country)                   | 14             |
| Мир (Billboard Global 200)                   | 4              |
| Ирландия (IRMA)                              | 5              |
| Новая Зеландия (Recorded Music NZ)           | 10             |
| Норвегия (VG-lista)                          | 9              |
| Швеция (Sverigetopplistan)                   | 20             |
| Великобритания (OCC UK Singles)              | 14             |
| США (Billboard Hot 100)                      | 1              |
| США (Billboard Adult Pop Airplay)            | 20             |
| США (Billboard Country Airplay)              | 26             |
| США (Billboard Hot Country Songs)            | 1              |
| США (Billboard Hot Rock & Alternative Songs) | 1              |
| США (Billboard Pop Airplay)                  | 30             |

| Чарт (2023)                                  | Позиция |
| -------------------------------------------- | ------- |
| Австралия (ARIA)                             | 79      |
| Канада (Canadian Hot 100)                    | 67      |
| США (Billboard Hot 100)                      | 74      |
| США (Hot Country Songs, Billboard)           | 22      |
| США Hot Rock & Alternative Songs (Billboard) | 6       |

| Чарт (2024)                                  | Позиция |
| -------------------------------------------- | ------- |
| Канада (Canadian Hot 100)                    | 9       |
| Мир Global 200 (Billboard)                   | 12      |
| США Billboard Hot 100                        | 9       |
| США Hot Country Songs (Billboard)            | 3       |
| США Hot Rock & Alternative Songs (Billboard) | 1       |

## Сертификации
| Регион                                                                      | Сертификация  | Продажи   |
| --------------------------------------------------------------------------- | ------------- | --------- |
| Австралия (ARIA)                                                            | Платиновый    | 70 000    |
| Канада (Music Canada)                                                       | 5× Платиновый | 400 000   |
| Новая Зеландия (RMNZ)                                                       | 2× Платиновый | 60 000    |
| Великобритания (BPI)                                                        | Золотой       | 400 000   |
| США (RIAA)                                                                  | 2× Платиновый | 2 000 000 |
| Данные о продажах + прослушиваниях приведены только на основе сертификации. |               |           |